# Улица Дениса Давыдова (Москва)
Улица Дени́са Давы́дова — улица на Западе Москвы в районе Дорогомилово. Проходит между улицей 1812 года и улицей Генерала Ермолова. Нумерация домов ведётся от улицы 1812 года.

## Происхождение названия
Названа в 1961 году в честь генерала Дениса Васильевича Давыдова (1784—1839) — героя Отечественной войны 1812 года, руководителя первого партизанского отряда, русского поэта.

## Описание
Проходит от улицы 1812 года, начинаясь у её перекрёстка с Кутузовским проездом. Справа на всём протяжении улицы находится территория Филёвского автобусно-троллейбусного парка, слева — жилые здания. Идёт в сторону запада и заканчивается у перекрёстка улиц Генерала Ермолова и Неверовского.

## Здания и сооружения
По нечётной стороне:
- № 3 — жилой дом
- № 5 — школа № 1726
- № 7 — жилой дом. Здесь жил академик И. Ф. Василенко[1]

По чётной стороне:
- № 2 — Филёвский автобусно-троллейбусный парк
- № 6 — Детский сад № 1445

## Транспорт
Несмотря на наличие автобусного парка филиала «Центральный» ГУП «Мосгортранс», на улице отсутствует пассажирское движение общественного транспорта. Автобусы следуют по ней лишь из парка на маршруты и с маршрутов в парк. Ближайшие станции метро — «Парк Победы» и «Фили».